# Muhammad Bey Abû Dhahâb
Muḥammad Bey Abū al-Dhahab également appelé Abū Dahab ou Abou Dahab (Dhahab, dérivé de Zahab qui signifie «père en or», en raison de sa générosité et de sa richesse), né en 1735 dans le Caucase du Nord ou en Abkhazie, mort en 1775, est un mamelouk émir et régent de l'Égypte ottomane. Il est esclave, puis lieutenant, et enfin successeur d'Ali Bey al-Kabir, un des derniers grands chefs mamelouks, qu'il fait tuer en 1773.